# Blepyrus saccharicola
Blepyrus saccharicola är en stekelart som beskrevs av Charles Joseph Gahan 1942. Blepyrus saccharicola ingår i släktet Blepyrus och familjen sköldlussteklar. Inga underarter finns listade.